# Imigração bengali no Brasil
A imigração bengali no Brasil é um fenômeno muito recente, já que o país sul-americano não tem tradição de receber o povo bengali.
A maioria se declarando "refugiado", os primeiros bengalis começaram a chegar no Brasil no fim dos anos 2000 e a onda migratória começou a ganhar força no início dos anos 2010. Um dos motivos para a escolha do Brasil como novo lar para estes imigrantes é a visão dos mesmos do país ser 'acolhedor e cheio de oportunidades', o que não encontram em seu país natal, além da miséria, perseguição política e religiosa no Bangladesh.
Alguns acabam sendo vítimas de exploração por quadrilhas suspeitas de tráfico internacional de pessoas, porém os que trabalham legalmente no país costumam estar empregados em fábricas onde é preciso o abate halal(um tipo de preparação de carne que segue os preceitos islâmicos).
Apenas entre os meses de janeiro a abril de 2018, os bengalis eram o quinto grupo de estrangeiros que mais pediram refúgio no país latino-americano, somente sendo superado por venezuelanos, haitianos, cubanos e chineses.